# 민국기원

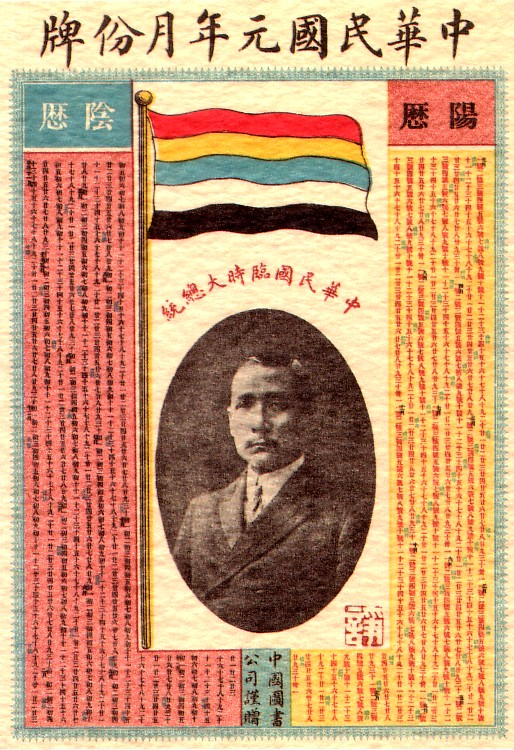
중화민국 건국을 기념하는 날짜 표기가 가로쓰기 우횡서로 '중화민국 원년(中華民國元年)'으로 표기되어 있다。

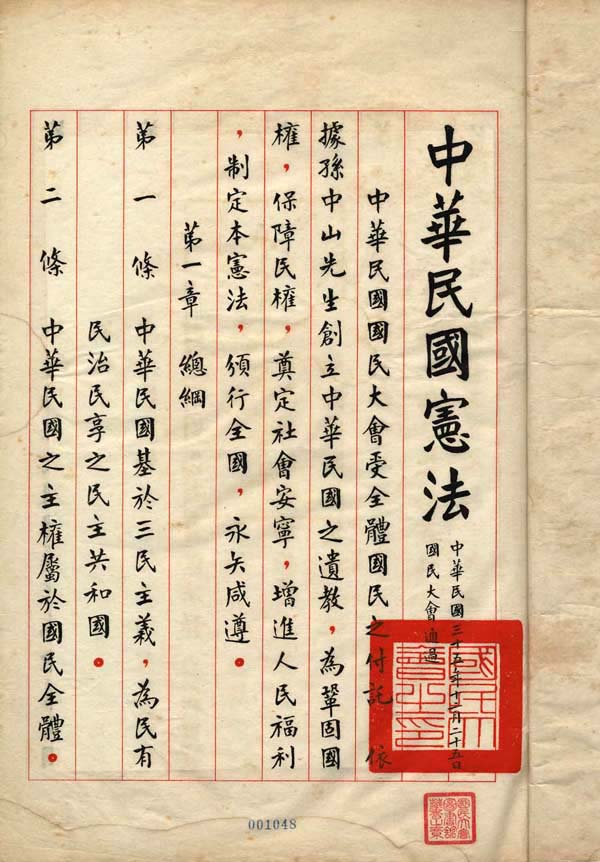
중화민국 헌법에 있어서의 사용 예. 우측 하단에 '중화민국 35년(中華民國三十五年)'이라는 표기가 있다.

민국기원(民國紀元) 또는 민국기년(民國紀年)은 중화민국의 건국이 선포된 1912년을 원년으로 하는 기년법이다. 용법은 중화민국(中華民國), 또는 줄여서 민국(民國)으로 쓴다. 중화인민공화국에서는 거의 쓰이지 않는다.

## 주된 사건
※ 분단 이전(중국 대륙 통치)
- 1년 (1912년)
  - 중화민국 건국 선포

- 8년(1919년)
  - 5·4 운동 발생

- 10년(1920년)
  - 쑨원이 광저우에서 혁명정부를 수립.

- 14년(1925년)
  - 상하이에서 5·30 사건이 발생

- 15년(1926년)

- 19년(1930년)
  - 대만에서 우서 사건이 발생

- 26년(1937년)
  - 중일전쟁 발발

- 34년(1945년)
  - 대만 광복

※ 분단 이후(중국 대륙 상실)
- 38년(1949년)
  - 대만 계엄령 선포

- 68년(1979년)
  - 메이리다오 사건이 발생

- 76년(1987년)
  - 대만 계엄령 해제

## 연대 대조표
| 민국        | 원년        | 2년         | 3년         | 4년         | 5년         | 6년         | 7년         | 8년         | 9년         | 10년        |
| 서기 (西紀) | 1912년      | 1913년      | 1914년      | 1915년      | 1916년      | 1917년      | 1918년      | 1919년      | 1920년      | 1921년      |
| 간지 (干支) | 임자 (壬子) | 계축 (癸丑) | 갑인 (甲寅) | 을묘 (乙卯) | 병진 (丙辰) | 정사 (丁巳) | 무오 (戊午) | 기미 (己未) | 경신 (庚申) | 신유 (辛酉) |
| 민국        | 11년        | 12년        | 13년        | 14년        | 15년        | 16년        | 17년        | 18년        | 19년        | 20년        |
| 서기 (西紀) | 1922년      | 1923년      | 1924년      | 1925년      | 1926년      | 1927년      | 1928년      | 1929년      | 1930년      | 1931년      |
| 간지 (干支) | 임술 (壬戌) | 계해 (癸亥) | 갑자 (甲子) | 을축 (乙丑) | 병인 (丙寅) | 정묘 (丁卯) | 무진 (戊辰) | 기사 (己巳) | 경오 (庚午) | 신미 (辛未) |
| 민국        | 21년        | 22년        | 23년        | 24년        | 25년        | 26년        | 27년        | 28년        | 29년        | 30년        |
| 서기 (西紀) | 1932년      | 1933년      | 1934년      | 1935년      | 1936년      | 1937년      | 1938년      | 1939년      | 1940년      | 1941년      |
| 간지 (干支) | 임신 (壬申) | 계유 (癸酉) | 갑술 (甲戌) | 을해 (乙亥) | 병자 (丙子) | 정축 (丁丑) | 무인 (戊寅) | 기묘 (己卯) | 경진 (庚辰) | 신사 (辛巳) |
| 민국        | 31년        | 32년        | 33년        | 34년        | 35년        | 36년        | 37년        | 38년        | 39년        | 40년        |
| 서기 (西紀) | 1942년      | 1943년      | 1944년      | 1945년      | 1946년      | 1947년      | 1948년      | 1949년      | 1950년      | 1951년      |
| 간지 (干支) | 임오 (壬午) | 계미 (癸未) | 갑신 (甲申) | 을유 (乙酉) | 병술 (丙戌) | 정해 (丁亥) | 무자 (戊子) | 기축 (己丑) | 경인 (庚寅) | 신묘 (辛卯) |
| 민국        | 41년        | 42년        | 43년        | 44년        | 45년        | 46년        | 47년        | 48년        | 49년        | 50년        |
| 서기 (西紀) | 1952년      | 1953년      | 1954년      | 1955년      | 1956년      | 1957년      | 1958년      | 1959년      | 1960년      | 1961년      |
| 간지 (干支) | 임진 (壬辰) | 계사 (癸巳) | 갑오 (甲午) | 을미 (乙未) | 병신 (丙申) | 정유 (丁酉) | 무술 (戊戌) | 기해 (己亥) | 경자 (庚子) | 신축 (辛丑) |
| 민국        | 51년        | 52년        | 53년        | 54년        | 55년        | 56년        | 57년        | 58년        | 59년        | 60년        |
| 서기 (西紀) | 1962년      | 1963년      | 1964년      | 1965년      | 1966년      | 1967년      | 1968년      | 1969년      | 1970년      | 1971년      |
| 간지 (干支) | 임인 (壬寅) | 계묘 (癸卯) | 갑진 (甲辰) | 을사 (乙巳) | 병오 (丙午) | 정미 (丁未) | 무신 (戊申) | 기유 (己酉) | 경술 (庚戌) | 신해 (辛亥) |
| 민국        | 61년        | 62년        | 63년        | 64년        | 65년        | 66년        | 67년        | 68년        | 69년        | 70년        |
| 서기 (西紀) | 1972년      | 1973년      | 1974년      | 1975년      | 1976년      | 1977년      | 1978년      | 1979년      | 1980년      | 1981년      |
| 간지 (干支) | 임자 (壬子) | 계축 (癸丑) | 갑인 (甲寅) | 을묘 (乙卯) | 병진 (丙辰) | 정사 (丁巳) | 무오 (戊午) | 기미 (己未) | 경신 (庚申) | 신유 (辛酉) |
| 민국        | 71년        | 72년        | 73년        | 74년        | 75년        | 76년        | 77년        | 78년        | 79년        | 80년        |
| 서기 (西紀) | 1982년      | 1983년      | 1984년      | 1985년      | 1986년      | 1987년      | 1988년      | 1989년      | 1990년      | 1991년      |
| 간지 (干支) | 임술 (壬戌) | 계해 (癸亥) | 갑자 (甲子) | 을축 (乙丑) | 병인 (丙寅) | 정묘 (丁卯) | 무진 (戊辰) | 기사 (己巳) | 경오 (庚午) | 신미 (辛未) |
| 민국        | 81년        | 82년        | 83년        | 84년        | 85년        | 86년        | 87년        | 88년        | 89년        | 90년        |
| 서기 (西紀) | 1992년      | 1993년      | 1994년      | 1995년      | 1996년      | 1997년      | 1998년      | 1999년      | 2000년      | 2001년      |
| 간지 (干支) | 임신 (壬申) | 계유 (癸酉) | 갑술 (甲戌) | 을해 (乙亥) | 병자 (丙子) | 정축 (丁丑) | 무인 (戊寅) | 기묘 (己卯) | 경진 (庚辰) | 신사 (辛巳) |
| 민국        | 91년        | 92년        | 93년        | 94년        | 95년        | 96년        | 97년        | 98년        | 99년        | 100년       |
| 서기 (西紀) | 2002년      | 2003년      | 2004년      | 2005년      | 2006년      | 2007년      | 2008년      | 2009년      | 2010년      | 2011년      |
| 간지 (干支) | 임오 (壬午) | 계미 (癸未) | 갑신 (甲申) | 을유 (乙酉) | 병술 (丙戌) | 정해 (丁亥) | 무자 (戊子) | 기축 (己丑) | 경인 (庚寅) | 신묘 (辛卯) |
| 민국        | 101년       | 102년       | 103년       | 104년       | 105년       | 106년       | 107년       | 108년       | 109년       | 110년       |
| 서기 (西紀) | 2012년      | 2013년      | 2014년      | 2015년      | 2016년      | 2017년      | 2018년      | 2019년      | 2020년      | 2021년      |
| 간지 (干支) | 임진 (壬辰) | 계사 (癸巳) | 갑오 (甲午) | 을미 (乙未) | 병신 (丙申) | 정유 (丁酉) | 무술 (戊戌) | 기해 (己亥) | 경자 (庚子) | 신축 (辛丑) |
| 민국        | 111년       | 112년       | 113년       | 114년       | 115년       | 116년       | 117년       | 118년       | 119년       | 120년       |
| 서기 (西紀) | 2022년      | 2023년      | 2024년      | 2025년      | 2026년      | 2027년      | 2028년      | 2029년      | 2030년      | 2031년      |
| 간지 (干支) | 임인 (壬寅) | 계묘 (癸卯) | 갑진 (甲辰) | 을사 (乙巳) | 병오 (丙午) | 정미 (丁未) | 무신 (戊申) | 기유 (己酉) | 경술 (庚戌) | 신해 (辛亥) |

## 같이 보기
- 동일 연도의 기년법
  - 다이쇼 시대
  - 주체연호